# Дьюла Терек
Дьюла Терек (угор. Gyula Török; 24 січня 1938 — 12 січня 2014) — угорський боксер, олімпійський чемпіон 1960 року. 

## Аматорська кар'єра
1958 року Дьюла Кате дебютував у чемпіонаті Угорщини, а 1959 року почалася його міжнародна кар'єра. На чемпіонаті Європи 1959 в категорії до 51 кг він переміг трьох суперників, у тому числі у півфіналі Володимира Стольникова (СРСР), а у фіналі програв Манфреду Гомберг (ФРН) і отримав срібну медаль.
Олімпійські ігри 1960
- 1/16 фіналу. Переміг Еусебіо Месу (Іспанія) — KO
- 1/8 фіналу. Переміг Роккі Гаттелларі (Австралія) — 3-0
- 1/4 фіналу. Переміг Мігеля Анхеля Ботта (Аргентина) — 5-0
- 1/2 фіналу. Переміг Абделя Монем Ель-Джунді (Єгипет) — 4-0
- Фінал. Переміг Сергія Сівко (СРСР) — 3-2

На чемпіонаті Європи 1961 в категорії до 54 кг програв у чвертьфіналі Прімо Дзампаріні (Італія).
Олімпійські ігри 1964
- 1/16 фіналу. Програв Олегу Григор'єву (СРСР) — RSC